# Jerônimo de Ornelas Meneses de Vasconcelos
Pour les articles homonymes, voir De Vasconcelos.
Jerônimo de Ornelas Meneses de Vasconcelos (Madère, 1691 - Triunfo, 1771) fut un propriétaire terrien brésilien, pionnier du peuplement du Rio Grande do Sul.